# Comitatul Middlesex, Connecticut
Middlesex County este un comitat din statul american Connecticut, care a fost constituit în 1785.

## Demografie
|  | Graficele sunt indisponibile din cauza unor probleme tehnice. Mai multe informații se găsesc la Phabricator și la wiki-ul MediaWiki. |

Date: Wikidata - grafică realizată de Wikipedia